# Volltreffer – Jugendliche Fragen Nach
Volltreffer – Jugendliche Fragen Nach ist eine täglich ausgestrahlte Informationssendung für Jugendliche. Sie basiert auf Themen aus aller Welt. Anfänglich wurde sie samstags ausgestrahlt, bis sie Mitte 2014 auch werktags auf Sendung ging. Weiterhin berichtet sie von der Jugendmesse YOU sowie von der Berlinale. Letztere wird unter dem Titel „Bärenstark“ ausgestrahlt.

## Produktion
Die Sendung wird in Berlin-Gesundbrunnen produziert und aufgenommen. Dort wird sie sonntags aufgezeichnet und dann als neue Folge freitags um 16:15 Uhr gesendet. Volltreffer wird immer montags bis freitags um 16:15 Uhr ausgestrahlt. Produziert und moderiert wird sie in erster Linie von Jugendlichen.

## Bekannte Gäste (Auswahl)
- Christian Klandt, Regisseur, Drehbuchautor und Schauspieler (sprach als Regisseur über den Film Little Thirteen)
- Robert Hofmann, Schauspieler und Filmkritiker
- Gernot Lobenberg, Leiter der eMO – Berliner Agentur für Elektromobilität
- Frank Sorge, ehemaliger  Fußballspieler
- Barbara Meyer, stand im Verdacht, ein Mitglied der Rote Armee Fraktion gewesen zu sein
- Ricardo Galandi, Volleyballspieler
- Jens Augner, Politiker der Grünen
- die M.I.K. Family, Krump-Tänzer und Finalisten bei der Pro7-Sendung Got to dance im Jahr 2013
- Refpolk, Rapper der Hip-Hop-Gruppe Schlagzeiln
- Sookee, deutsche Rapperin

## Geschichte
Die Sendung entstand Mitte 2008. Seitdem wird sie von ALEX TV produziert. Zielgruppe sind die 10-16-Jährigen.

## Ablauf und Inhalte
Zu Beginn einer jeden Sendung werden die Gäste, und deren Berufe (z. B. Schauspieler) vorgestellt. Im Anschluss beantworten diese individuell gestellte Fragen. Nach 20 Minuten kommt es zur „offenen Runde“ wo Fragen in die Runde gestellt werden, die durch einen der Gäste den Moderatoren beantwortet wird. Der Inhalt basiert meist auf aktuellen Themen.

## Namensgebung
Der Titel ergab sich aufgrund des Schemas der Sendung.

## Besonderheiten
Das Format Volltreffer gewann 2014 den Alternativen Medienpreis unter der Sparte „Videos“ mit dem Titel Flüchtlinge.